# Jameos del Agua
Les Jameos del Agua sont des cavités souterraines se trouvant dans la commune de Haria au nord de l'île de Lanzarote dans l'archipel des Canaries.

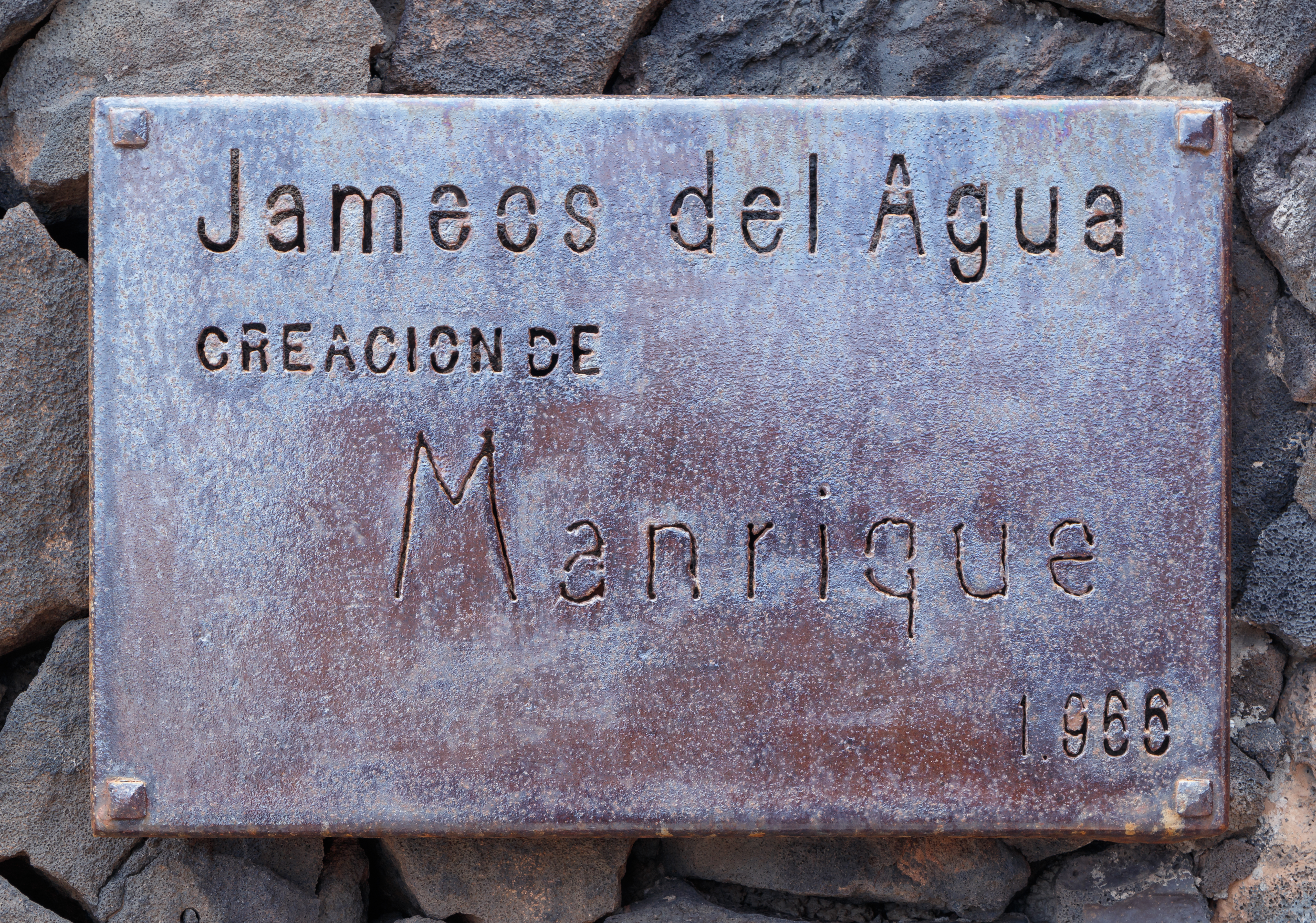

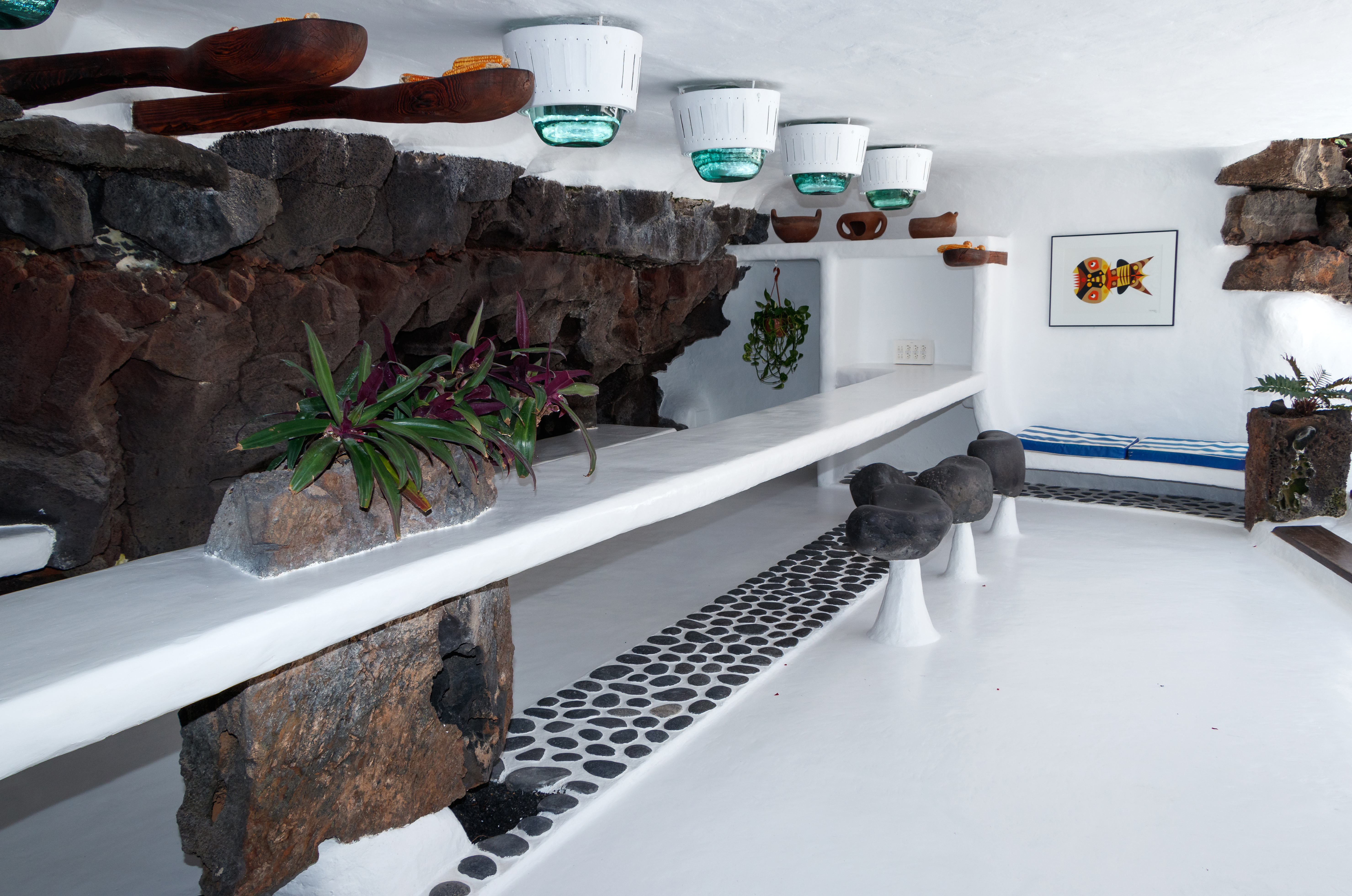
Bar de César Manrique

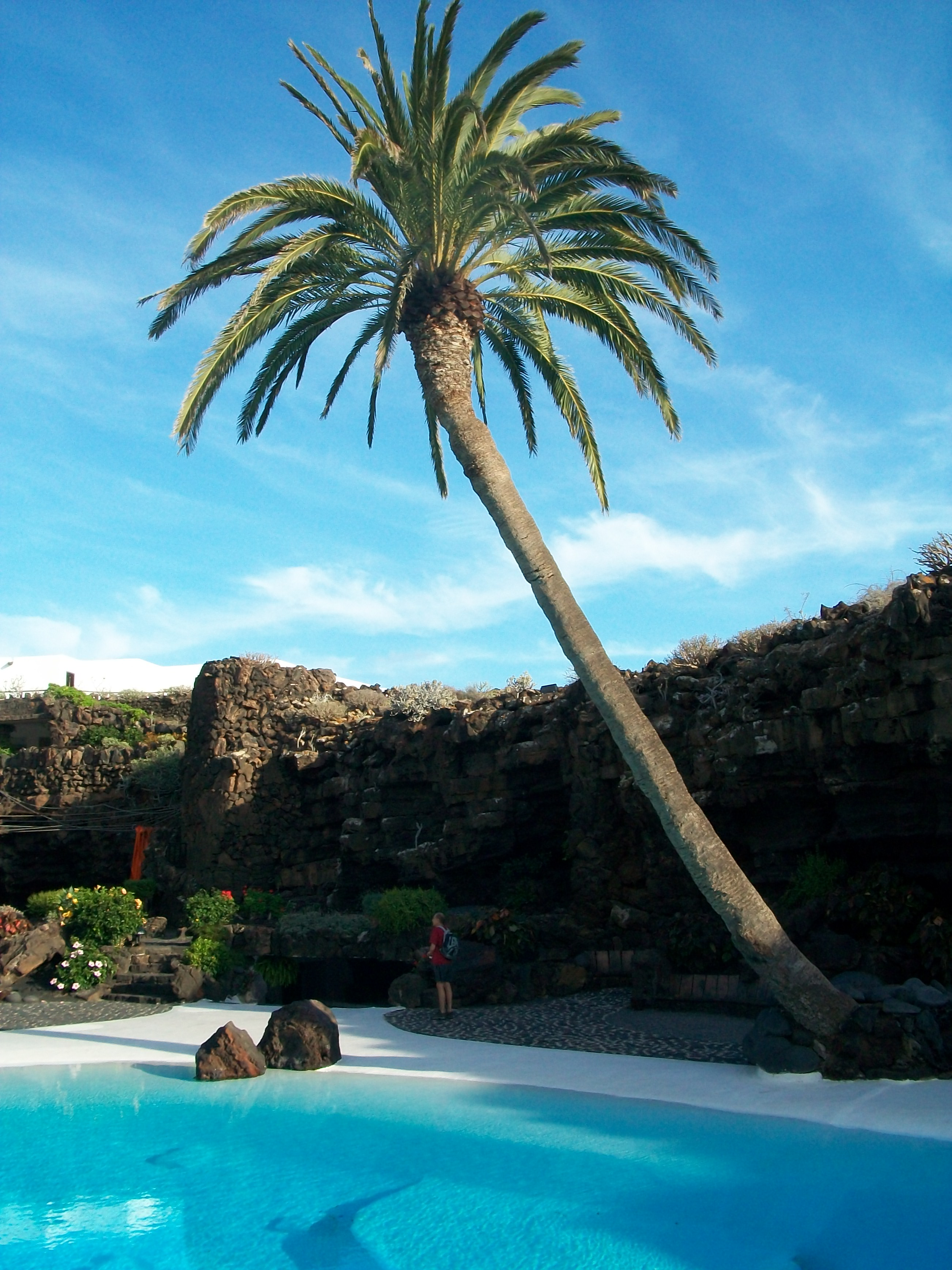
Jameos del Agua : la piscine

## Description
Leur formation est le fruit de l'activité éruptive du volcan de la Corona qui remonte entre 3000 et 5000 ans. Cette éruption a formé un vaste tunnel volcanique de plus de 6 kilomètres de long (appelé parfois tunnel de l'Atlantide) entre le cône volcanique et l'océan. Deux des plus importants centres de tourisme de Lanzarote sont installés dans deux parties de ce tunnel. En amont, la Cueva de los Verdes permet une visite souterraine de plus d'un kilomètre et en aval, les Jameos del Agua sont accessibles dans un site aménagé par César Manrique.

## Visite

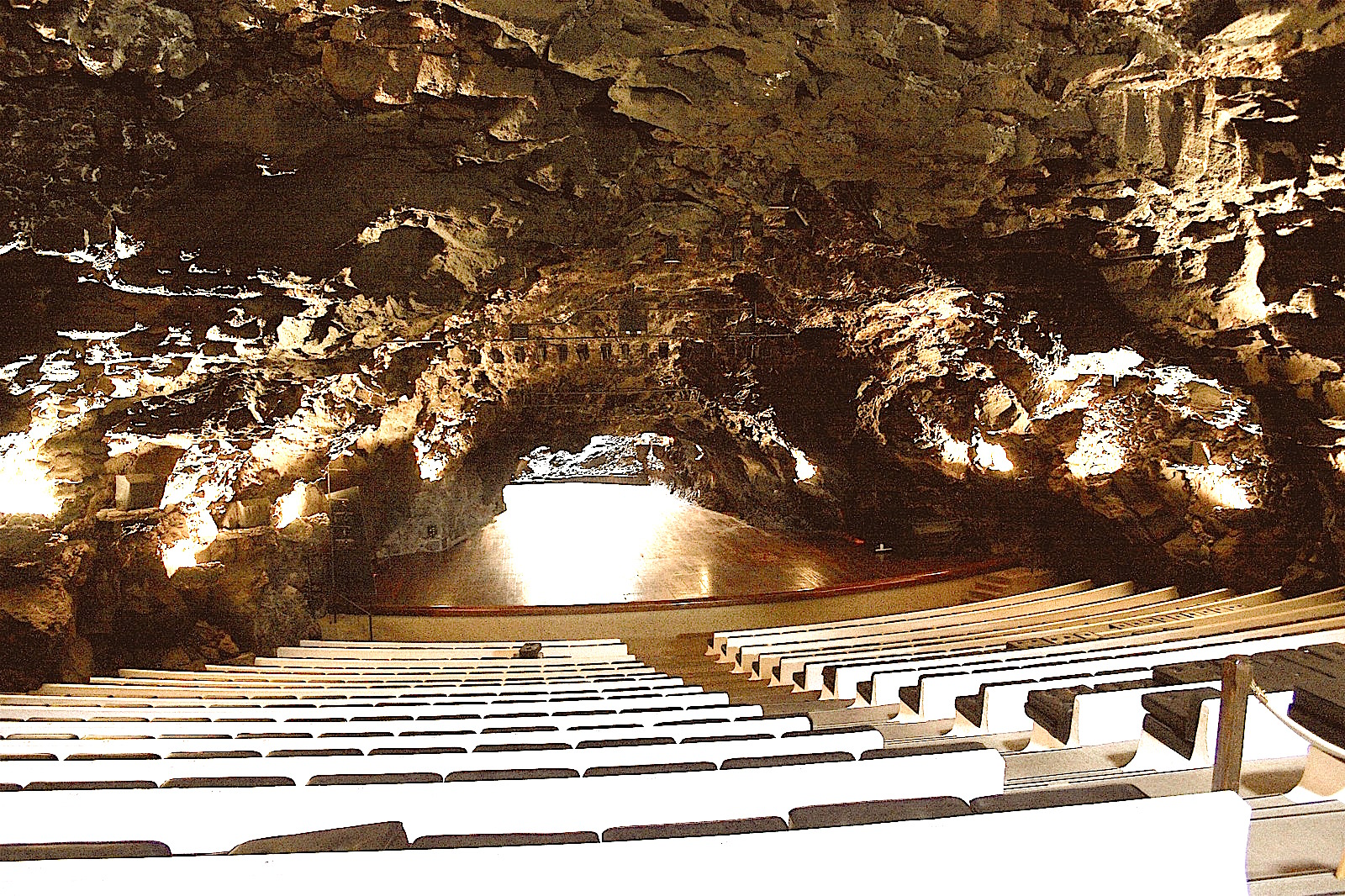
Jameos del Agua : salle de concert

La visite débute par la descente à l'intérieur du Jameo Chico par un escalier sinueux. La végétation et la musique ambiante donnent à cet endroit une atmosphère de quiétude. Ensuite, le parcours conduit le visiteur au lac souterrain d'eau salée et cristalline (Jameo Grande) où une palette de couleurs spectaculaires illumine l'endroit surtout lorsque la lumière du soleil pénètre par un orifice du toit de la grotte. 
Une passerelle permet de traverser ce lac souterrain et de contempler les minuscules crustacés aveugles et endémiques (Munidopsis polymorpha). La sortie du Jameo Grande s'effectue par une succession de terrasses en pierre volcanique. 
Le visiteur se trouve alors dans la partie conçue par César Manrique. Une surprenante piscine blanche est entourée de palmiers. À l'extrémité ouest du Jameo Grande, une salle de concert d'une capacité de 600 places a été aménagée. L'acoustique y est formidable. Un escalier en zigzag conduit alors le visiteur aux terrasses offrant une vue panoramique et à la Casa de los Volcanes, centre scientifique destiné à l'étude de la volcanologie. Plusieurs salles reprennent différents thèmes à propos des volcans.